# Chiusi della Verna
Chiusi della Verna este o comună în Provincia Arezzo, Toscana din centrul Italiei. În 2011 avea o populație de  2.064 de locuitori.

## Turism
Mănăstirea Alverna⁠(fr)[traduceți] este punctul de pornire pentru Via di Francesco⁠(it)[traduceți], drumul de pelerinaj al Sfântului Francisc, care duce la Roma.

## Demografie
Chiusi della Verna - evoluția demografică

|  | Graficele sunt indisponibile din cauza unor probleme tehnice. Mai multe informații se găsesc la Phabricator și la wiki-ul MediaWiki. |

Date: Recensăminte sau birourile de statistică - grafică realizată de Wikipedia